# MTV Awards (Italia)
MTV Awards è stata una manifestazione italiana organizzata da MTV, volta a celebrare e premiare i cantanti e i protagonisti della cultura pop dell'ultimo anno.

## Storia
La prima edizione degli MTV Awards è andata in onda nel 2013. Fino al 2016, tutte le edizioni della serata si sono tenute a Firenze, per poi fare tappa a Roma l'anno successivo in Piazza del Popolo. La prima location ad ospitare il palco fu Piazzale Michelangelo, dalla seconda alla quarta il Parco delle Cascine. Lo show segue lo stesso format dei TRL Awards, aboliti proprio a seguito della creazione di questi: i telespettatori vengono invitati a votare, sul sito internet del canale, i loro cantanti (nonché i loro video), gli sportivi e i film preferiti; a votazione chiusa, i vincitori di ogni singola categoria vengono annunciati durante la serata e a questi viene assegnato il premio che, a seconda della presenza o meno, ritirano in persona. Nonostante MTV Italia abbia smesso di trasmettere in chiaro sul digitale terrestre, proseguendo le trasmissioni sul satellite, l'edizione 2016 è visibile sia in HD sulla pay tv Sky, sia in chiaro sul digitale terrestre su MTV Music.
Dal 2018 la manifestazione non viene più proposta, decretando così la definitiva chiusura dei premi italiani prodotti da MTV, iniziati nel 2006 con i TRL Awards.

## La trasmissione
La cerimonia viene trasmessa in diretta su MTV e in simulcast su MTV Music, in streaming sul sito ufficiale della rete e vengono postate, in tempo reale, tutte le foto della serata negli account Facebook e Twitter del canale. Tra i premi assegnati ve n'è uno per il miglior artista maschile (Super Man), quello femminile (Wonder Woman), quello emergente (Best New Artist) e uno per il miglior gruppo (Best Group). A differenza, però, dei TRL Awards, molte delle categorie sono volte a celebrare il mondo web e l'universo social, come il vip più presente nei social (Twitstar), l'artista con il tweet più originale (Best Tweet), o l'hashtag più irriverente (Best #hashtag).

## Edizioni
| Anno | Luogo                 | Data      | Città   | Conduttori                                       | Canale | Canale    | Canale |
| ---- | --------------------- | --------- | ------- | ------------------------------------------------ | ------ | --------- | ------ |
| 2013 | Piazzale Michelangelo | 15 giugno | Firenze | Virginia Raffaele, Ubaldo Pantani e Omar Fantini | MTV    |           |        |
| 2014 | Parco delle Cascine   | 21 giugno | Firenze | Chiara Francini, Pif e Alessandro Betti          | MTV    |           |        |
| 2015 | Parco delle Cascine   | 14 giugno | Firenze | Emis Killa                                       | MTV    |           |        |
| 2016 | Parco delle Cascine   | 19 giugno | Firenze | Francesco Mandelli                               | MTV    |           |        |
| 2017 | Piazza del Popolo     | 27 maggio | Roma    | Francesco Gabbani                                | MTV    | MTV Music | VH1    |

## Record

### Artisti più nominati
Il cantante con più nomine nel corso della premiazione è stato Marco Mengoni.
| Nomine | Artista             |
| ------ | ------------------- |
| 19     | Marco Mengoni       |
| 18     | Justin Bieber       |
| 15     | One Direction       |
| 14     | Rihanna             |
| 14     | Lady Gaga           |
| 11     | Alessandra Amoroso  |
| 11     | Emma Marrone        |
| 11     | 5 Seconds of Summer |
| 10     | Beyoncé             |
| 10     | Ed Sheeran          |

### Artisti più premiati
L'artista con il maggior numero di vittorie è stato Marco Mengoni.
| Vittorie | Artista            |
| -------- | ------------------ |
| 11       | Marco Mengoni      |
| 6        | One Direction      |
| 5        | Justin Bieber      |
| 4        | Benji & Fede       |
| 3        | Emma Marrone       |
| 2        | Alessandra Amoroso |